# 고무라 단층

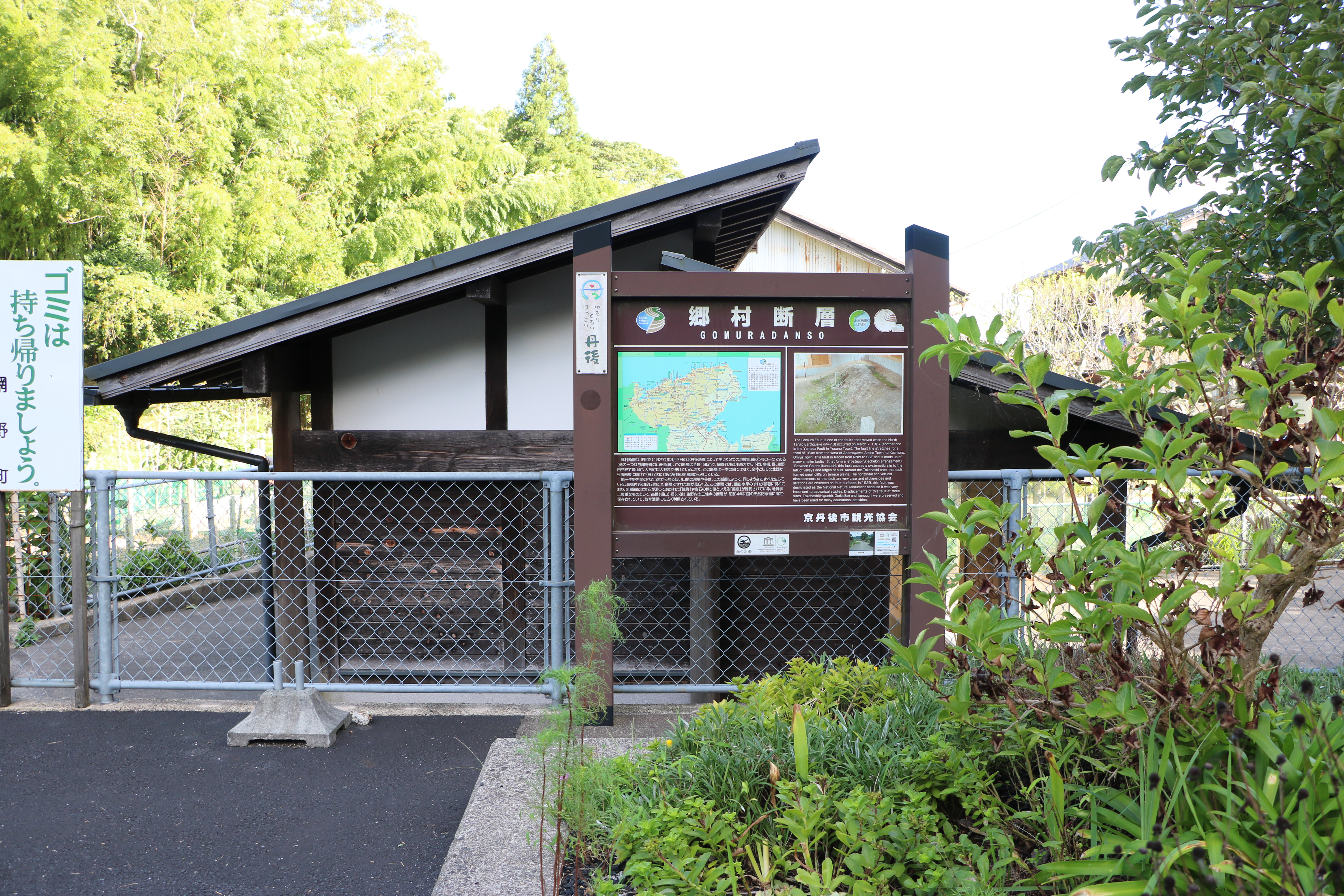
향촌 단층

고우무라 단층(郷村断層)은 일본의 교토부에 있는 단층이다. 일본의 천연기념물로 지정되어있다.

## 같이 보기
- 기타탄고 지진